# Лошица (платформа)
Лошица (бел. Лошыца) — остановочный пункт электропоездов в черте города Минск. В связи с вводом Городской электрички платформа была полностью реконструирована в 2014 году.

## Расположение
Расположен на перегоне «Минск-Южный — Колядичи», между ст. «Минск-Южный» и о.п. Железнодорожный.

## В пути
- Время в пути со всеми остановками на региональных линиях экономкласса от станции Минск-Пассажирский — около 8-10 минут.
- Время в пути на электропоездах городских линий — около 8 минут.

## Стоимость
- Стоимость проезда от станции Минск-Пассажирский — 22 копейки, от станции Осиповичи — 2 рубля 35 копеек.
- Стоимость проезда на городских линиях составляет 1 рубль 5 копеек (на участке Минск-Пассажирский — Михановичи) и 1 рубль 25 копеек (от о.п. Лошица до станций на участке Седча — Руденск).